# Чжуаны
Чжуаны, чжуан (чжуанск. Bouxcuengh / BouчCueŋƅ, бучжуан, а также бубу, буи, бунун; кит. упр. 壮族, пиньинь Zhuàng Zú) — коренной народ в Южном Китае, близкий к буи, входит в 56 официальных этнических групп страны, являясь самым большим национальным меньшинством.
Численность чжуан — 16 178 811 человек (перепись, 2000 года). Проживают в основном в Гуанси-Чжуанском автономном районе (14,24 млн человек), а также провинциях Юньнань (1,14 млн) и Гуандун (570 тыс.). Являющийся ныне официальным, этноним «чжуан» появился в XIII веке и был принят правительством Китая в 1964 году, будучи одним из более чем 20 альтернативных названий.

## Языки
Чжуаны говорят на чжуанских языках, относящихся к тай-кадайской семье и представленных двумя диалектными группами — северной и южной, которые могут рассматриваться как отдельные языки. Чжуаны управлялись разными провинциальными учреждениями, вследствие чего у каждой группы существует различие в речи и этнической идентичности.
Исторически для записи чжуанского языка использовались изменённые китайские иероглифы, саудип. В 1955 году была введена письменность на базе латиницы, реформированная в 1982 году. Как второй язык среди чжуан распространён китайский (прежде всего — кантонский и путунхуа (севернокитайский) в качестве государственного языка и лингва франка в Китае), некоторое количество владеет языками мяо, яо или дунским.

## История

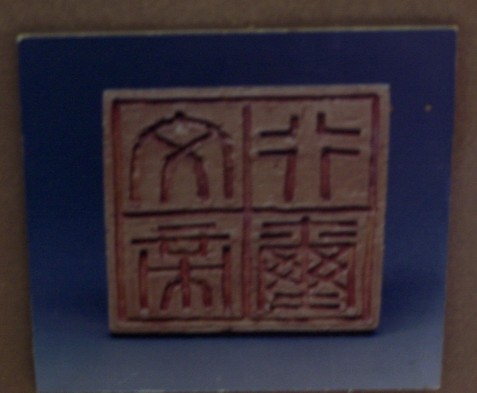
Золотая печать Вэнь-ди, короля Наньюэ

Основные теории происхождения чжуанов можно разделить на три группы: чжуаны мигрировали в Гуанси извне; чжуаны — исконные обитатели Гуанси; чжуаны как народ представляют собой результат смешения мигрантов и исконного населения провинции. Многие чжуанские семьи считают, что их предки переехали на юг издалека (из Шаньдуна, Чжэцзяна или Фуцзяни), спасаясь от преследований; фактологические данные не подтверждают этих заявлений. Некоторые китайские учёные заключают, что чжуаны мигрировали с севера или запада. Чжуанские исследователи в массе называют свой народ и нунгов исконными обитателями Гуанси и потомками части южных байюэ, которые осели в горах и не отправились дальше на юг вместе с предками вьетов; эта гипотеза подтверждается археологическими и лингвистическими находками в регионе.
В 207 году до н. э. предки чжуан и других южных байюэ основали государство Наньюэ на территории Южного Китая и Северного Вьетнама, просуществовавшее до 111 года до н. э. Затем Наньюэ завоевал китайский император У-ди, и оно вошло в состав ханьского Китая.
Обитая на границе империи, чжуаны становились участниками ряда периферийных конфликтов. Так в 1070-е годы они участвовали в отражении вьетнамского вторжения. В середине XVI века — в стычках с японскими пиратами.
В XIX веке чжуаны участвовали в Тайпинском восстании (1850—1864 годы). В 1870-80-е сопротивлялись французской экспансии в Северном Вьетнаме.
Чжуаны приняли участие в процессах государственных перестроек начала XX века — революции 1911 года, сыграли роль установлении власти коммунистов в ряде районов в междуречье Цзоцзян и Юцзян между 1927—1937 годами, а также в формировании 7-й и 8-й Красных армий.
В 1950-е годы на почве культурного различия между чжуанами и маонань существовал межнациональный конфликт.
В 1950-е годы правительство Китая приняло решение о создании автономий на территориях, населённых чжуанами. Так в 1952 году был создан Чжуанский автономный район на востоке провинции Гуанси, который позже был расширен и в 1958 году переименован в Гуанси-Чжуанский автономный район. Вскоре после этого были созданы автономный округ Вэньшань национальностей чжуан и мяо в провинции Юньнань и автономный уезд Ляньшань национальностей чжуан и яо в провинции Гуандун.
В 1990-е расширились автономные права для чжуанов.
Единственным чжуаном, достигшим в Новом Китае должности члена Политбюро ЦК КПК, был генерал Вэй Гоцин.

## Традиционная культура

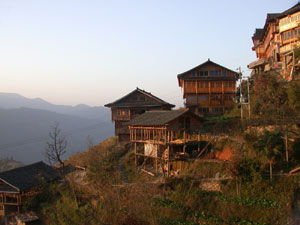
Чжуанская деревня в провинции Гуанси.

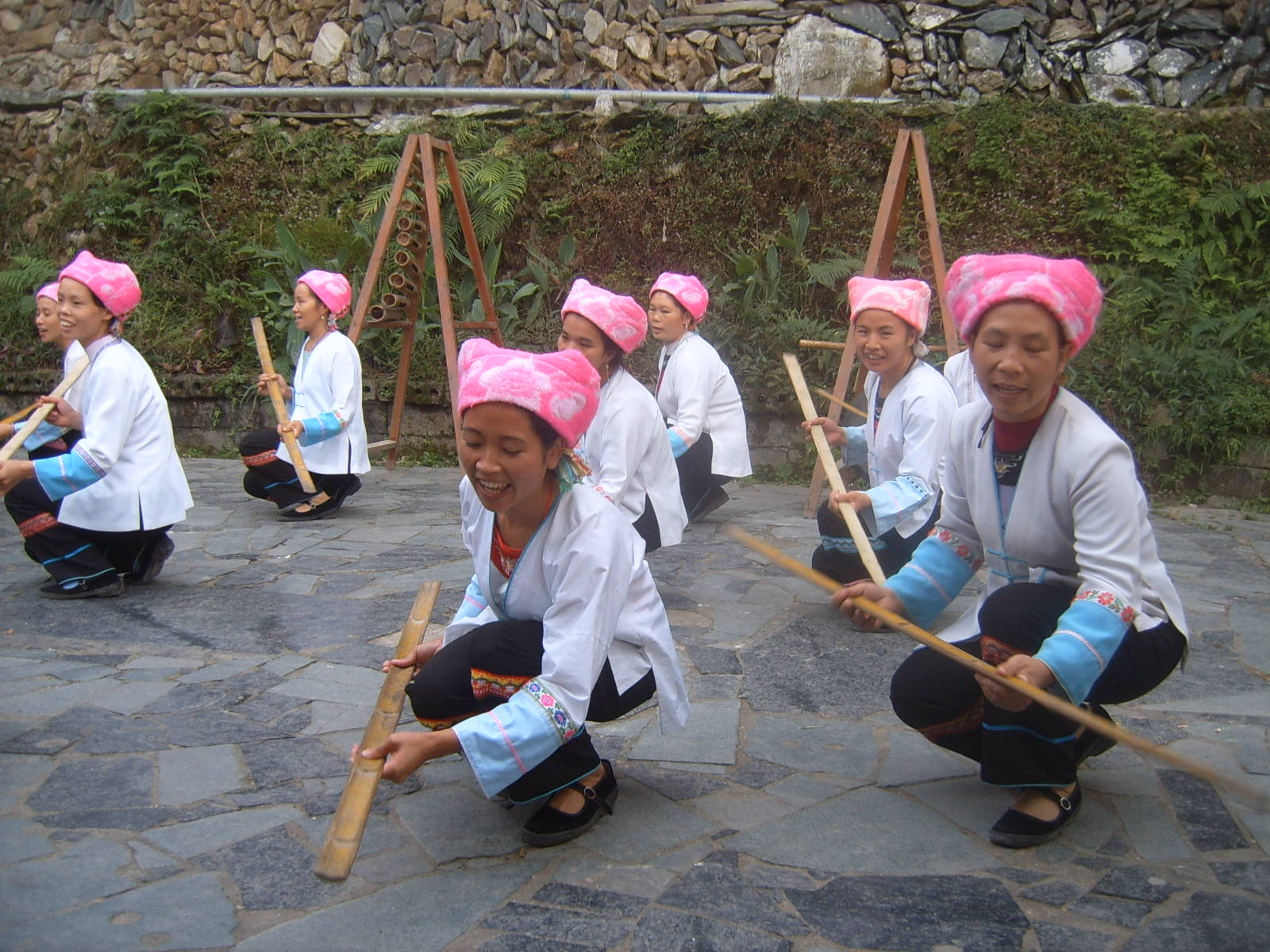
Традиционный чжуанский танец.

В средние века у чжуанов сохранялись примитивные способы ведения хозяйства, в частности подсечно-огневое земледелие. Общество делилось на патронимии состояло из трёх классов — наследственных землевладельцев, крестьян — арендаторов земли и рабов, преобладали феодальные отношения и крепостничество. Эта система подверглась изменениям в период династии Цин (1644—1911), а окончательно ликвидирована была после создания Китайской Народной Республики.
Основные занятия — пашенное поливное земледелие, вне зоны ирригации — также мотыжное. Главная культура — рис, также выращивают кукурузу, овощи, бобовые и батат. Занимаются скотоводством (свиньи, крупный рогатый скот), а также рыболовством, птицеводством и собирательством. В горах — лесозаготовкой. Развиты ремёсла — кузнечное, гончарное и ткачество, чжуанская парча известна с времён династии Тан. Часть чжуанов занята в тяжёлой промышленности.
Многие чжуаны придерживаются традиционных верований анимистического характера. Определённое распространение с эпохи Тан получили буддизм и даосизм, а в городской среде с XIX-начала XX века — также христианство.
Сохраняются магия, праздники, связанные с земледельческим календарём.
Традиционные дома — двух-трёхэтажные с черепичной крышей. На первом этаже находились помещения в которых содержали скот, инвентарь и пр. Верхние этажи были жилыми. В настоящее время многие живут в одноэтажных домах, близких к ханьским.
Брак моногамный, семья малая, патриархальная.
Мужской и женский костюм состоят из общих видов одежды — куртки или кофты, брюк и головной повязки. Женская одежда украшается вышивками и аппликацией. Женские украшения обычно серебряные — серьги, заколки, гривны и браслеты.
На чжуанском языке существует развитая национальная литература. Богат фольклор — песенный, устный, танцевальный.
Сохраняются традиционные музыкальные инструменты — бамбуковые органы, смычковые, бронзовые барабаны. Также используются национальные китайские — флейты ди, сяо, сона (китайский гобой) и другие.
Чжуанская опера, возникшая в эпоху Тан, сохраняется и в настоящее время. Чжуанская драма, возникшая во второй половине XIX века, представлена двумя вариантами — северным и южным. Пользуется популярностью театр теней.

### Распределение
Распределение чжуанов по уездам (2000).
Ниже представлен список уездов с долей чжуанов не менее 0,10 %.
| Провинция           | Округ                     | Уезд, городской уезд, автономный уезд        | Количество чжуанов | % от всех чжуанов Китая |
| ------------------- | ------------------------- | -------------------------------------------- | ------------------ | ----------------------- |
| Гуанси-Чжуанский АР | Городской округ Наньнин   | Городской уезд Юннин (邕宁区)                | 766.441            | 4,74 %                  |
| Гуанси-Чжуанский АР | Городской округ Лайбинь   | Городской уезд Синбинь (兴宾区)              | 600.360            | 3,71 %                  |
| Гуанси-Чжуанский АР | Городской округ Наньнин   | Уезд Умин (武鸣县)                           | 524.912            | 3,24 %                  |
| Гуанси-Чжуанский АР | Городской округ Байсэ     | Уезд Цзинси (靖西县)                         | 452.399            | 2,8 %                   |
| Гуанси-Чжуанский АР | Городской округ Гуйган    | Городской уезд Ганбэй (港北区)               | 424.343            | 2,62 %                  |
| Гуанси-Чжуанский АР | Городской округ Хэчи      | Городской округ Ичжоу(宜州市)                | 405.372            | 2,51 %                  |
| Гуанси-Чжуанский АР | Городской округ Хэчи      | АУ Дуань-Яо (都安瑶族自治县)                 | 399.142            | 2,47 %                  |
| Гуанси-Чжуанский АР | Городской округ Лючжоу    | Уезд Люцзян (柳江县)                         | 383.478            | 2,37 %                  |
| Гуанси-Чжуанский АР | Городской округ Байсэ     | Уезд Пинго (平果县)                          | 350.122            | 2,16 %                  |
| Гуанси-Чжуанский АР | Городской округ Наньнин   | Уезд Хэн (横县)                              | 323.428            | 2,0 %                   |
| Провинция Юньнань   | АО Вэньшань Чжуаны и Мяо  | Уезд Гуаннань (广南县)                       | 315.755            | 1,95 %                  |
| Гуанси-Чжуанский АР | Городской округ Лайбинь   | Уезд Синьчэн (忻城县)                        | 315.354            | 1,95 %                  |
| Гуанси-Чжуанский АР | Городской округ Чунцзо    | Уезд Тяньдэн (天等县)                        | 307.660            | 1,9 %                   |
| Гуанси-Чжуанский АР | Городской округ Чунцзо    | Уезд Дасинь (大新县)                         | 306.617            | 1,9 %                   |
| Гуанси-Чжуанский АР | Городской округ Чунцзо    | Уезд Фусуй (扶绥县)                          | 305.369            | 1,89 %                  |
| Гуанси-Чжуанский АР | Городской округ Наньнин   | Уезд Машань (马山县)                         | 302.035            | 1,87 %                  |
| Гуанси-Чжуанский АР | Городской округ Наньнин   | Уезд Лунъань (隆安县)                        | 301.972            | 1,87 %                  |
| Гуанси-Чжуанский АР | Городской округ Байсэ     | Уезд Тяндун (田东县)                         | 301.895            | 1,87 %                  |
| Гуанси-Чжуанский АР | Городской округ Наньнин   | Уезд Шанлинь (上林县)                        | 297.939            | 1,84 %                  |
| Гуанси-Чжуанский АР | Городской округ Чунцзо    | Уезд Нинмин (宁明县)                         | 270.754            | 1,67 %                  |
| Гуанси-Чжуанский АР | Городской округ Байсэ     | Уезд Дэбао (德保县)                          | 268.650            | 1,66 %                  |
| Гуанси-Чжуанский АР | Городской округ Хэчи      | АУ Дахуа-Яо (大化瑶族自治)                   | 261.277            | 1,61 %                  |
| Гуанси-Чжуанский АР | Городской округ Байсэ     | Уезд Тяньян (田阳县)                         | 261.129            | 1,61 %                  |
| Гуанси-Чжуанский АР | Городской округ Чунцзо    | Городской уезд Цзянчжоу (江州区)             | 245.714            | 1,52 %                  |
| Гуанси-Чжуанский АР | Городской округ Байсэ     | Городской уезд Юцзян (右江区)                | 244.329            | 1,51 %                  |
| Гуанси-Чжуанский АР | Городской округ Чунцзо    | Уезд Лунчжоу (龙州县)                        | 242.616            | 1,5 %                   |
| Гуанси-Чжуанский АР | Городской округ Наньнин   | Городской уезд Шицзяо (市郊区)               | 242.049            | 1,5 %                   |
| Гуанси-Чжуанский АР | Городской округ Лайбинь   | Уезд Усюань (武宣县)                         | 237.239            | 1,47 %                  |
| Гуанси-Чжуанский АР | Городской округ Хэчи      | АУ Хуаньцзян-Маонань (环江毛南族自治县)      | 231.373            | 1,43 %                  |
| Гуанси-Чжуанский АР | Городской округ Хэчи      | Городской уезд Цзиньчэнцзян (金城江区)       | 219.381            | 1,36 %                  |
| Гуанси-Чжуанский АР | Городской округ Хэчи      | Уезд Дунлань (东兰县)                        | 212.998            | 1,32 %                  |
| Гуанси-Чжуанский АР | Городской округ Лайбинь   | Уезд Сянчжоу (象州县)                        | 212.849            | 1,32 %                  |
| Провинция Юньнань   | АО Вэньшань Чжуаны и Мяо  | Уезд Фунин (富宁县)                          | 211.749            | 1,31 %                  |
| Гуанси-Чжуанский АР | Городской округ Циньчжоу  | Городской уезд Циньбэй (钦北区)              | 209.460            | 1,29 %                  |
| Гуанси-Чжуанский АР | Городской округ Лючжоу    | Уезд Luzhai (鹿寨县)                         | 208.262            | 1,29 %                  |
| Гуанси-Чжуанский АР | Городской округ Лючжоу    | Уезд Liucheng (柳城县)                       | 186.720            | 1,15 %                  |
| Гуанси-Чжуанский АР | Городской округ Байсэ     | АУ Longlin многонациональный(隆林各族自治县) | 180.172            | 1,11 %                  |
| Гуанси-Чжуанский АР | Городской округ Фанчэнган | Уезд Shangsi (上思县)                        | 179.837            | 1,11 %                  |
| Гуанси-Чжуанский АР | Городской округ Хэчи      | Уезд Nandan (南丹县)                         | 162.944            | 1,01 %                  |
| Гуанси-Чжуанский АР | Городской округ Наньнин   | Уезд Binyang (宾阳县)                        | 160.893            | 0,99 %                  |
| Гуанси-Чжуанский АР | Городской округ Байсэ     | Уезд Napo (那坡县)                           | 151.939            | 0,94 %                  |
| Гуанси-Чжуанский АР | Городской округ Хэчи      | АУ Bama Яо (巴马瑶族自治县)                  | 151.923            | 0,94 %                  |
| Гуанси-Чжуанский АР | Городской округ Байсэ     | Уезд Tianlin (田林县)                        | 140.507            | 0,87 %                  |
| Провинция Юньнань   | АО Вэньшань Чжуаны и Мяо  | Уезд Yanshan (砚山县)                        | 130.146            | 0,8 %                   |
| Гуанси-Чжуанский АР | Городской округ Хэчи      | АУ Luocheng Mulam (罗城仫佬族自治县)         | 122.803            | 0,76 %                  |
| Провинция Юньнань   | АО Вэньшань Чжуаны и Мяо  | Уезд Qiubei (丘北县)                         | 120.626            | 0,75 %                  |
| Гуанси-Чжуанский АР | Городской округ Наньнин   | Городской уезд Chengbei (城北区)             | 118.271            | 0,73 %                  |
| Гуанси-Чжуанский АР | Городской округ Наньнин   | Городской уездXincheng (heute: Qingxiu)      | 112.402            | 0,69 %                  |
| Провинция Гуандун   | Городской округ Дунгуань  | Городской уезд(市辖区)                       | 98.164             | 0,61 %                  |
| Гуанси-Чжуанский АР | Городской округ Лючжоу    | Уезд Rong'an (融安县)                        | 97.898             | 0,6 %                   |
| Гуанси-Чжуанский АР | Городской округ Хэчи      | Уезд Fengshan (凤山县)                       | 93.652             | 0,58 %                  |
| Гуанси-Чжуанский АР | Городской округ Лайбинь   | Городской округ Heshan (合山市)              | 93.456             | 0,58 %                  |
| Гуанси-Чжуанский АР | Городской округ Гуйган    | Городской округ Guiping (桂平市)             | 93.271             | 0,58 %                  |
| Провинция Юньнань   | АО Вэньшань Чжуаны и Мяо  | Уезд Вэньшань (文山县)                       | 91.257             | 0,56 %                  |
| Гуанси-Чжуанский АР | Городской округ Лючжоу    | Городской уезд Шицзяо (市郊区)               | 90.263             | 0,56 %                  |
| Гуанси-Чжуанский АР | Городской округ Байсэ     | Уезд Силинь (西林县)                         | 88.935             | 0,55 %                  |
| Гуанси-Чжуанский АР | Городской округ Чунцзо    | Городской округ Пинсян (凭祥市)              | 85.603             | 0,53 %                  |
| Гуанси-Чжуанский АР | Городской округ Фанчэнган | Городской уезд Фанчэн (防城区)               | 84.281             | 0,52 %                  |
| Провинция Гуандун   | Городской округ Шэньчжэнь | Городской уезд Баоань (宝安区)               | 81.368             | 0,5 %                   |
| Гуанси-Чжуанский АР | Городской округ Хэчи      | Уезд Тяньэ (天峨县)                          | 79.236             | 0,49 %                  |
| Гуанси-Чжуанский АР | Городской округ Байсэ     | Уезд Лэе (乐业县)                            | 71.739             | 0,44 %                  |
| Гуанси-Чжуанский АР | Городской округ Лючжоу    | Городской уезд Люнань (柳南区)               | 63.470             | 0,39 %                  |
| Гуанси-Чжуанский АР | Городской округ Лючжоу    | Городской уезд Юфэн (鱼峰区)                 | 62.870             | 0,39 %                  |
| Гуанси-Чжуанский АР | Городской округ Байсэ     | Уезд Линъюнь (凌云县)                        | 58.655             | 0,36 %                  |
| Гуанси-Чжуанский АР | Городской округ Циньчжоу  | Городской уезд Циньнань (钦南区)             | 58.571             | 0,36 %                  |
| Гуанси-Чжуанский АР | Городской округ Лайбинь   | АУ Цзиньсю-Яо (金秀瑶族自治县)               | 58.539             | 0,36 %                  |
| Гуанси-Чжуанский АР | Городской округ Лючжоу    | Городской уезд Любэй (柳北区)                | 57.290             | 0,35 %                  |
| Гуанси-Чжуанский АР | Городской округ Лючжоу    | АУ Жуншуй-Мяо (融水苗族自治县)               | 56.770             | 0,35 %                  |
| Провинция Юньнань   | АО Вэньшань Чжуаны и Мяо  | Уезд Магуань (马关县)                        | 54.856             | 0,34 %                  |
| Гуанси-Чжуанский АР | Городской округ Наньнин   | Городской уезд Цзяннань (江南区)             | 54.232             | 0,34 %                  |
| Провинция Гуандун   | Городской округ Фошань    | Городской уезд Наньхай (南海区)              | 50.007             | 0,31 %                  |
| Провинция Гуандун   | Городской округ Цинъюань  | АУ Ляньшань Чжуаны и Яо (连山壮族瑶族自治县) | 44.141             | 0,27 %                  |
| Гуанси-Чжуанский АР | Городской округ Гуйлинь   | Уезд Липу (荔浦县)                           | 41.425             | 0,26 %                  |
| Гуанси-Чжуанский АР | Городской округ Хэчжоу    | Городской уезд Бабу (八步区)                 | 40.532             | 0,25 %                  |
| Провинция Юньнань   | АО Хунхэ Хани и И         | Уезд Мэнцзы (蒙自县)                         | 37.938             | 0,23 %                  |
| Гуанси-Чжуанский АР | Городской округ Наньнин   | Городской уезд Синнин (兴宁区)               | 36.418             | 0,22 %                  |
| Гуанси-Чжуанский АР | Городской округ Наньнин   | Городской уезд Юнсинь (永新区)               | 34.335             | 0,21 %                  |
| Провинция Юньнань   | АО Вэньшань Чжуаны и Мяо  | Уезд Малипо (麻栗坡县)                       | 33.250             | 0,21 %                  |
| Провинция Гуандун   | Городской округ Чжуншань  | Городской уезд Шися (市辖区)                 | 31.666             | 0,2 %                   |
| Гуанси-Чжуанский АР | Городской округ Гуйлинь   | АУ Луншэн многонациональный (龙胜各族自治县) | 30.358             | 0,19 %                  |
| Гуанси-Чжуанский АР | Городской округ Гуйлинь   | Уезд Яншо (阳朔县)                           | 29.632             | 0,18 %                  |
| Гуанси-Чжуанский АР | Городской округ Гуйлинь   | Уезд Юнфу (永福县)                           | 25.564             | 0,16 %                  |
| Провинция Юньнань   | АО Вэньшань Чжуаны и Мяо  | Уезд Сичоу (西畴县)                          | 24.212             | 0,15 %                  |
| Провинция Гуандун   | Городской округ Шэньчжэнь | Городской уезд Лунган (龙岗区)               | 22.708             | 0,14 %                  |
| Провинция Юньнань   | Городской округ Цюйцзин   | Уезд Шицзун (师宗县)                         | 22.290             | 0,14 %                  |
| Гуанси-Чжуанский АР | Городской округ Гуйлинь   | Уезд Пинлэ (平乐县)                          | 21.744             | 0,13 %                  |
| Провинция Гуйчжоу   | АО Цяньдуннань Мяо и Дун  | Уезд Цунцзян (从江县)                        | 21.419             | 0,13 %                  |
| Гуанси-Чжуанский АР | Городской округ Хэчжоу    | Уезд Чжуншань (钟山县)                       | 20.834             | 0,13 %                  |
| Провинция Гуандун   | Городской округ Фошань    | Городской уезд Шуньдэ (顺德区)               | 18.759             | 0,12 %                  |
| Гуанси-Чжуанский АР | Городской округ Лючжоу    | АУ Саньцзян-Дун (三江侗族自治县)             | 18.335             | 0,11 %                  |
| Гуанси-Чжуанский АР | Городской округ Циньчжоу  | Уезд Линшань (灵山县)                        | 17.715             | 0,11 %                  |
| Гуанси-Чжуанский АР | Городской округ Фанчэнган | Городской округ Дунсин (东兴市)              | 16.651             | 0,1 %                   |
| Остальной Китай     |                           |                                              | 780.897            | 4,83 %                  |

АР = автономный район, АО = автономный округ, АУ = автономный уезд.